# Zombory György
Zombory György (Galgóc, 1913. április 1. – Budapest, 1996. április 27.) kultúrális szervező, 1941-1958 között a filmszakmában felvételvezető, illetve gyártásvezető.

## Élete
Apja Zombory Géza komáromi gyógyszerész, testvére Zombory Klára gyógyszerész. Gyermekei nem voltak, unokahúga Gaál Emese gyógyszerész és Gaál Tibor állatorvos.
Egyetem után tevékeny részt vett a felvidéki magyarság kulturális életében, elnöke volt a Csehszlovákiai Magyar Akadémikusok Szövetségének. Miután az első bécsi döntést követően a Szlovákiában maradt főiskolások utódjául Simboch Béla orvostanhallgatót választották meg, a Felvidéki Magyar Akadémikusok Szövetsége elnöke volt. 1934-től a KFC ping-pong szakosztályának bizottsági tagja, a Komáromi Sport-Egyesület evezős-szakosztályának egyik vezetője volt.
1935-ben a múzeum gyűjteményét átrendezték, melynek őskori részét ő vállalta. Szombathy Viktorral a komáromi múzeumban önálló Jókai-emlékszobát rendezett be. 1936-ban régészeti tárgyú előadást is tartott.
1940-től Budapesten élt. Gyakornok lett a Hunnia Filmgyárban, 1941-től felvételvezető, 1943-tól a filmgyár saját gyártású filmjeinek állandó felvételvezetője. A második világháború után gyártásvezetővé lépett elő. 1945 után a Filmszakszervezet vizsgálatot indított ellene, amely során nem találtak terhelő körülményeket vele kapcsolatban, így meghagyták állásában. 1956 után a forradalom alatt tanúsított magatartására való hivatkozással eltávolították a magyar filmgyártásból. Később a Képcsarnok Vállalatnál helyezkedett el, ahol az 1960-as évek elején instruktorként, az 1970-es években a propaganda osztály vezetőjeként dolgozott.
1947. július 12-én Budapesten feleségül vette rewentlowi báró Kaas Líviát, báró Kaas Albert jogászprofesszor leányát. Kritikákat írt a Magyar Írásba. 1936-1938 között a Jókai Egyesület múzeumi osztályának titkára lett. A múzeumban régészeti leltárt készített. Többek között az Emberek a havason felvételvezetője, a 2x2 néha öt (1954), a Körhinta (1955) és a Hannibál tanár úr (1956) gyártásvezetője volt.

## Elismerései
- 1974 A Munka Érdemrend bronz fokozata

## Művei
- 1936 Tankönyveink, szlovenszkói tankönyvirodalmunk. Magyar Írás 5/8 (1936 október)
- 1937 Čapek "fehér kór"-ja a pozsonyi szinházban. Magyar Írás 6/3 (1937 március)
- 1937 Milyen véleménye lehet egy csak csehül beszélő embernek irodalmunkról? Magyar Írás 6/5 (1937 május)
- 1975 Művész életrajzok

Olvasói levele az Úri utcával kapcsolatban a História 1995/5-6. számában jelent meg.

## Filmes munkássága

### Rendezőasszisztens
- Egy szív megáll (1942)

### Felvételvezető
- Szabotázs (1941)
- Háry János (1941)
- Emberek a havason (1941-42)
- Pista tekintetes úr (1942)
- Házasság (1942)
- Késő (1943)
- Éjjeli zene (1943)
- Rákóczi nótája (1943)
- Sári bíró (1943)
- Tilos a szerelem (1943)
- Madách - Egy ember tragédiája (1944)
- A két Bajthay (1944)
- Vihar után (1944)
- Ifjú szívvel (1953)
- A város alatt (1953)

### Gyártásvezető
- Muzsikáló május (1941, rövid)
- Költözik a hivatal (1953, rövid)
- Leszámolás (1953)
- 2×2 néha 5 (1954)
- Simon Menyhért születése (1954)
- Dandin György, avagy a megcsúfolt férj (1955)
- Körhinta (1955)
- Különös ismertetőjel (1955)
- Hannibál tanár úr (1956)
- Külvárosi legenda (1957)
- Melyiket a kilenc közül? (1957, rövid)
- Paprikajancsi (1958, befejezetlen)
- Csempészek (1958)

## További irodalom
- Magyar Hangosfilm Lexikon
- Oktatási Közlöny 1974/9.